# Леон Се
Леон Се (фр. Léon Sée; Лил, 23. септембар 1877 — Париз, 20. март 1960) је био француски мачевалац који се такмичио крајем 19. и почетком 20. века.
Учествовао је на Летњим олимпијским играма 1900. у Паризу. Такмичио се у две дисциплине мачевања: мач појединачно и мечу аматера и професиналаца (тренера). У појединачној конкуренцији освојио је бронзану медаљу, изгубивши у полуфиналу од свог земљака Луја Переа. У мечу аматери — професионалци учествовао је као аматер и такође био трећи.